# Dendrophthoe glabrescens
Espèce
Classification phylogénétique
Dendrophthoe glabrescens est une espèce de plantes à fleurs du genre Dendrophthoe, de la famille des Loranthaceae. Cette espèce, communément appelée « gui orange », est une plante hémiparasite de la famille du gui, trouvée dans l'est de  et le nord de l'Australie.

## Taxonomie
Il a été décrit pour la première fois en 1925 sous le nom de Loranthus vitellinus var. glabrescens par William Blakely,, et en 1962 a été transféré au genre, Dendrophthoe, et élevé au statut d'espèce par Bryan Barlow,.

## Description
Dendrophthoe glabrescens fleurit d'octobre à janvier. Les fleurs sont tubulaires, avec une base verte, mais là où le tube s'ouvre, il apparait orange puis rouge vif.

## Habitat
L'aire de répartition naturelle de cette espèce sont les Petites îles de la Sonde, Papouasie-Nouvelle-Guinée, N. & E. Australie. C'est un épiphyte hémiparasite qui pousse principalement dans le biome tropical saisonnier sec.